# Hadena transiens
Hadena transiens là một loài bướm đêm trong họ Noctuidae.